# 托伊布利茨
托伊布利茨是德国巴伐利亚州的一个市镇。总面积38.25平方公里，总人口7358人，其中男性3689人，女性3669人（2011年12月31日），人口密度192人/平方公里。